# Opisthoproctus grimaldii
Opisthoproctus grimaldii är en fiskart som beskrevs av Zugmayer, 1911. Opisthoproctus grimaldii ingår i släktet Opisthoproctus och familjen Opisthoproctidae. Inga underarter finns listade i Catalogue of Life.